# کراسنوخولمسکی
کراسنوخولمسکی (انگلیسی: Krasnokholmsky) یک شهرک در شهرستان کالتاسینسکی استان باشقیرستان کشور روسیه است.